# Carlos de Mello (Fotograf)
Carlos de Mello (* 2. August 1961 in Lissabon) ist ein portugiesisch-österreichischer Fotograf. Er lebt und arbeitet in Wien und ist auch als Kameramann tätig.

## Publikationen
Fotoarbeiten von Carlos de Mello erschienen unter anderem in Vanity Fair, Park Avenue, Glamour, Petra, Geo, Stern, SIMsKultur (SIM Verlag), Holiday and Lifestyle, Wiener, Wienerin, Young World, Diva Wohnen, News, Seitenblicke Magazin, Bühne, Skylines (Bordmagazin der Austrian Airlines), im Kurier, und beim ORF. Der mit Elisabetta de Luca gemeinsam veröffentlichte Wien-Führer Wien modern. Architektur – Design – Style. (2010) wurde auch in der Bücherausstellung „Wiener Moderne“ der Österreich-Bibliothek Kiew an der Wernadskyj-Nationalbibliothek der Ukraine präsentiert.
Buchillustrationen:
- Elisabetta de Luca: vienna with style. Wiener Charme in modernem Design. Pichler Verlag/styriabooks, 2009.[4] ISBN 978-3-990-11006-5

dt. Ausg.: Wien modern. Architektur – Design – Style. Pichler Verlag/styriabooks, 2010. ISBN 978-3-854-31520-9
- Barbara Sternthal: Romantisches Wien. Verschwiegene Orte – verträumte Winkel. Pichler Verlag/styriabooks, 2011. ISBN 978-3-854-31552-0
- Hanne Egghardt: Die schönsten Burgen Österreichs. K & S, Wien, 2011. ISBN 978-3-218-00818-1